# Sporangium
Ett sporangium kallas även sporgömme och är det organ på en sporofyt som producerar sporer genom meios (reduktionsdelning). Varje cell som genomgår meios producerar fyra sporer (undantag finns, som hos Sporsäckssvampar). Ett sporangium kan, beroende på vad det sitter på för slags organism vara antingen homosporiskt eller heterosporiskt. Att ett sporangium (samt även den organism den sitter på) är homosporiskt innebär att både hanliga och honliga delar kommer att finnas på den organism som sporen gror ut till. Att ett sporangium är heterosporiskt innebär att den organism som sporen gror ut till antingen har bara hanliga, eller bara honliga delar.
Sporangier är vanligt förekommande i många grupper av organismer som inte är nära släkt. Bladmossor, Ormbunkar, Kitinsvampar, Rödalger, Slemsvampar och många fler. Även blomväxter och barrträd har sporangier även om de är små och väl dolda inne i kottar och blommor.
Ett sporangium kan vara skaftat eller oskaftat. Vissa ormbunkar har en annulus, ringformig bildning, runt utsidan av sporangiet som hjälper till att öppna det och sprida ut sporerna. Det är också vanligt med elatärer, sterila trådar, inne bland sporerna hos levermossor och fräkenväxter och fler grupper. Dessa elatärer är hygroskopiska och sporspridningen påverkas därför av luftfuktigheten.

## Bilder

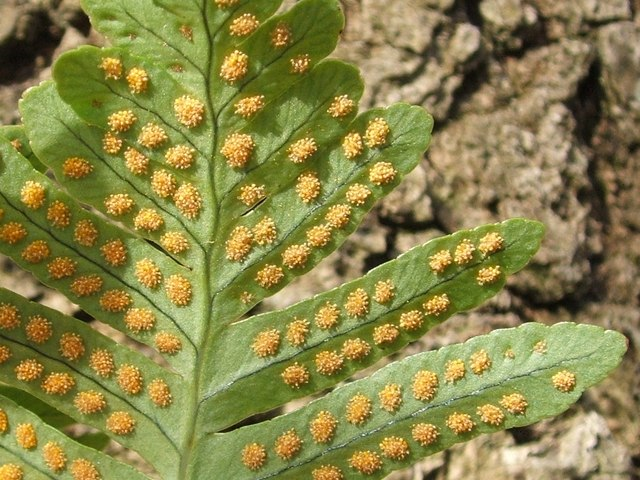
Sporangier på undersidan av stensötablad.
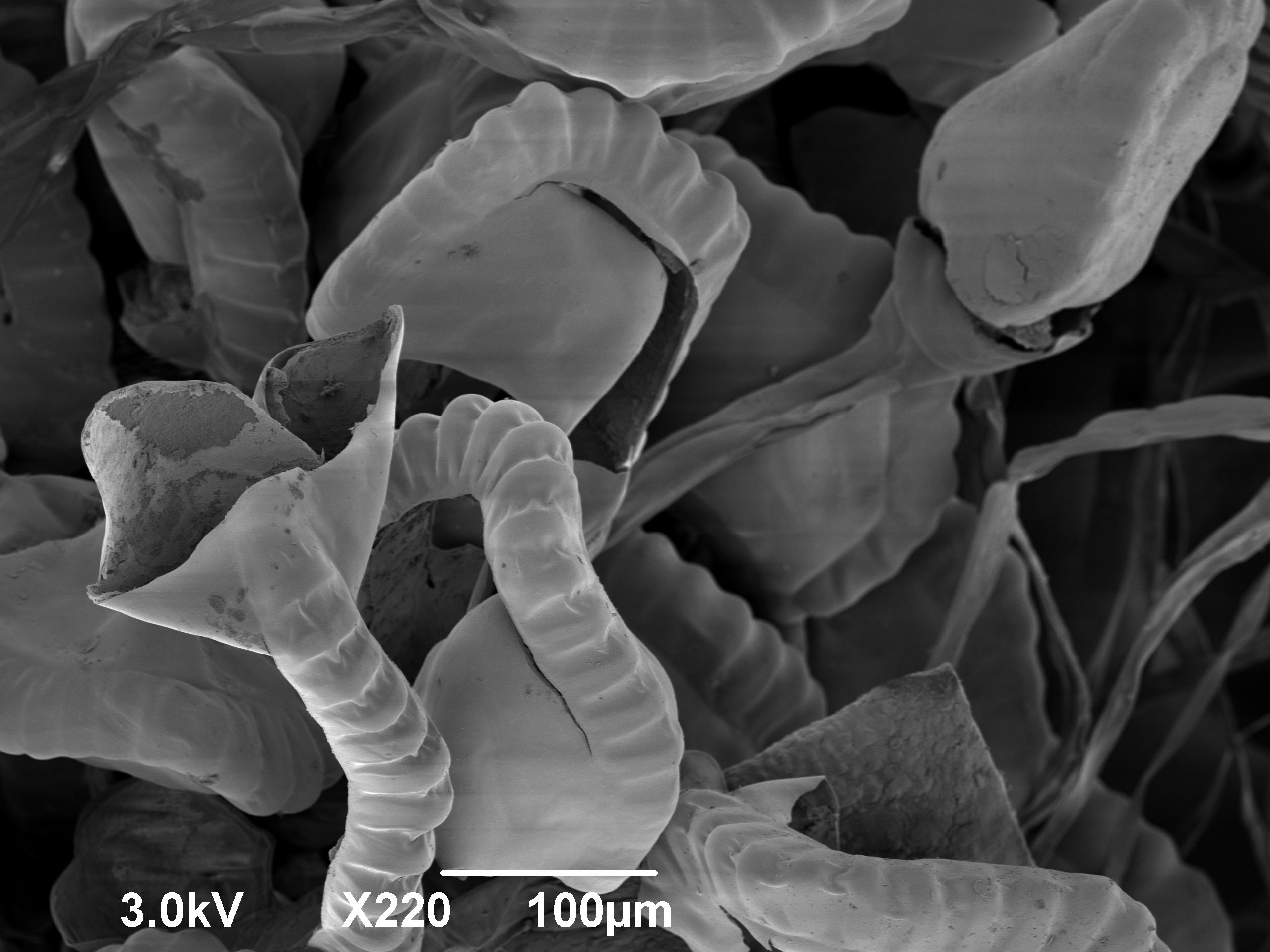
Öppnade tömda sporangier med rester av annulus.
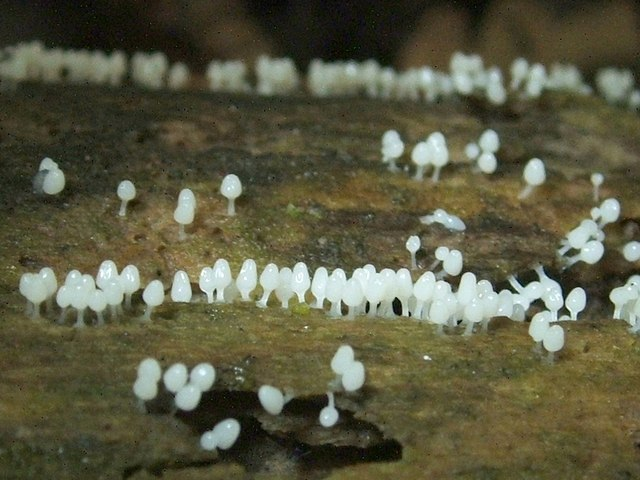
Sporangier hos en Myxomycetes, slemsvamp.